# Bossangoa
Bossangoa – miasto w Republice Środkowoafrykańskiej, ośrodek administracyjny prefektury Ouham; 38 451 mieszkańców (2012). Przemysł spożywczy, włókienniczy. Przez miasto przepływa rzeka Ouham. W mieście znajduje się port lotniczy Bossangoa.